# Hala Miętusia

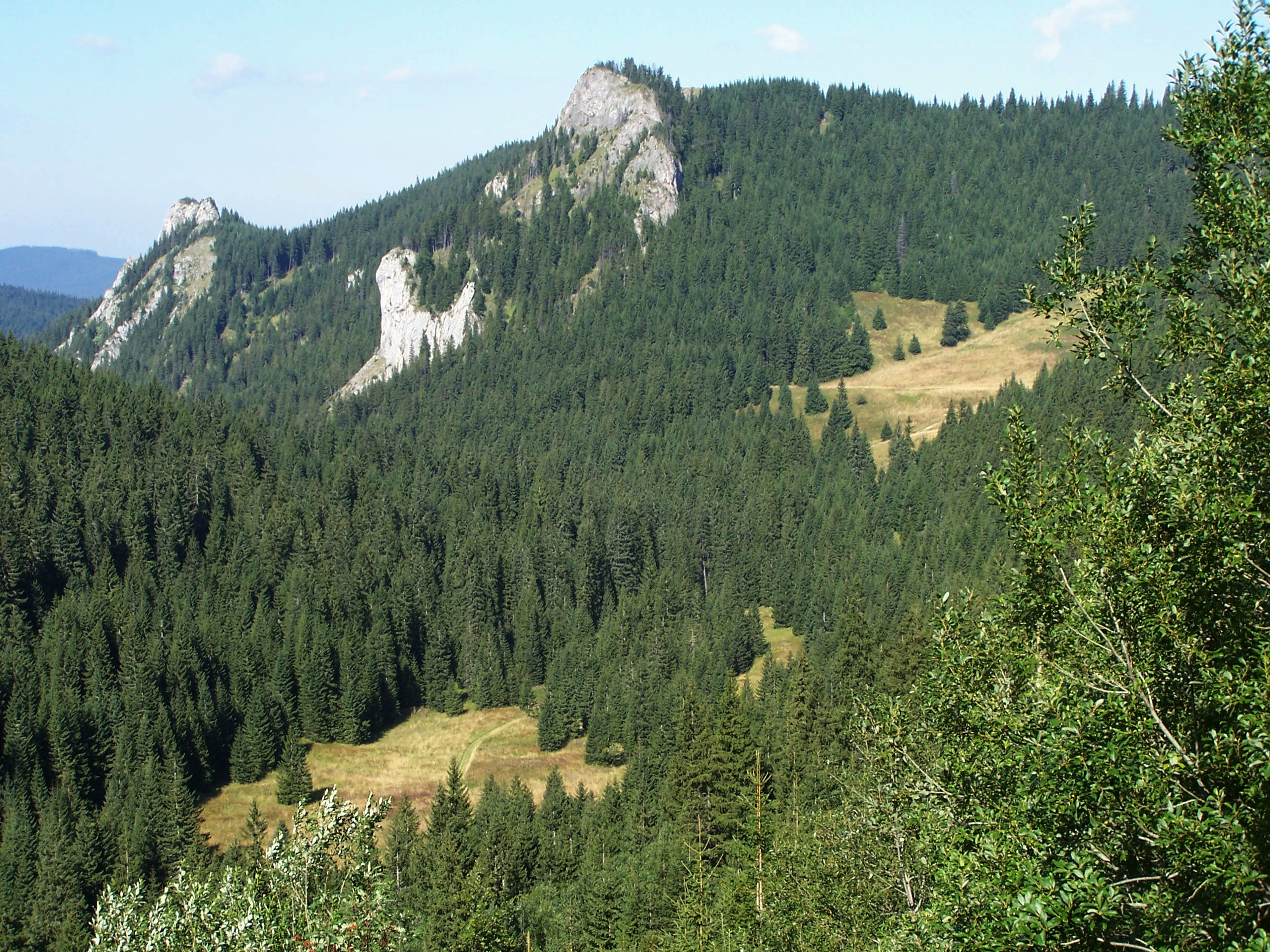
Niżnia Miętusia Rówień i Miętusia Polana, a nad nią Kończysta Turnia i Zawiesista Turnia

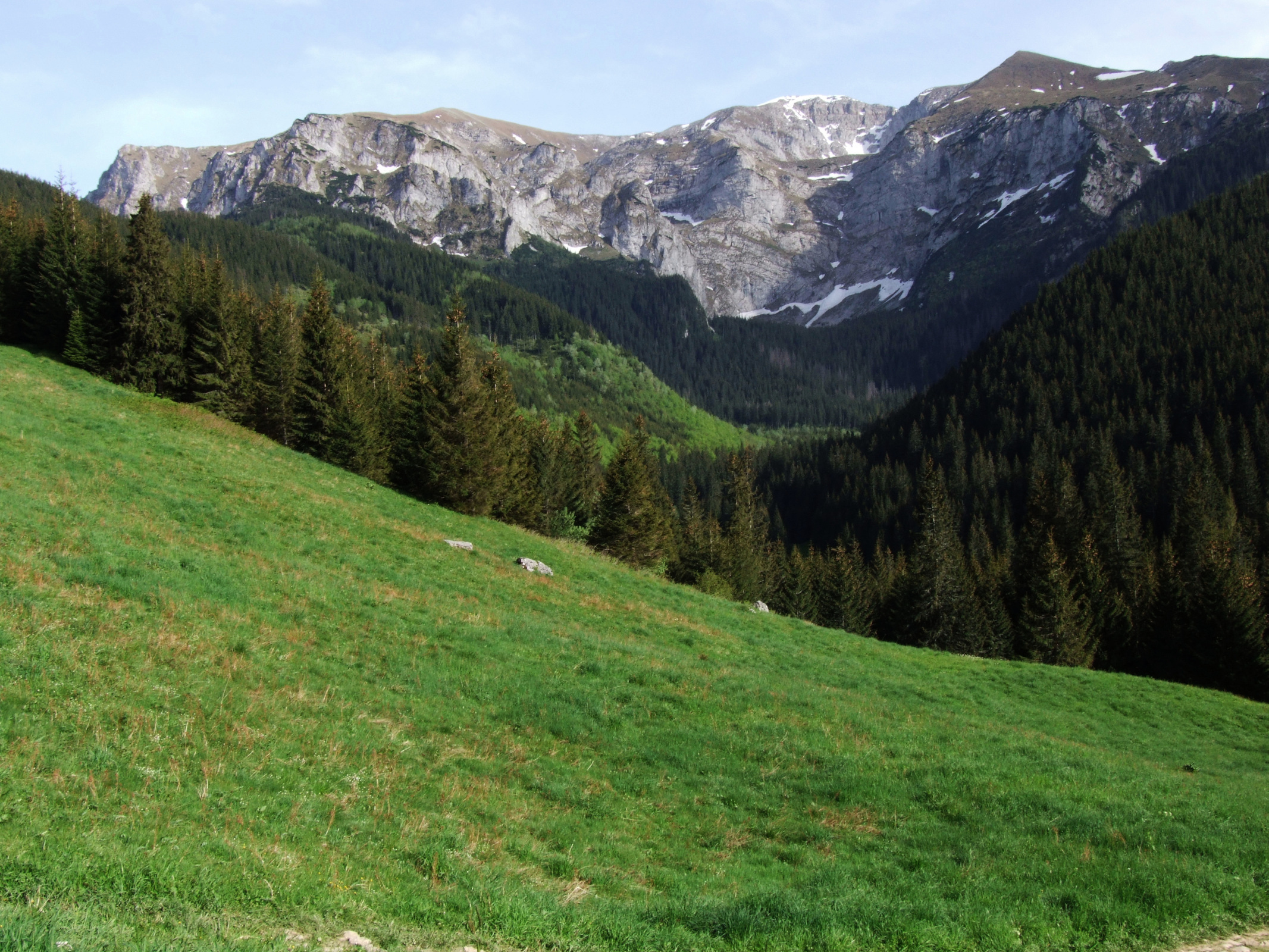
Fragment Hali Miętusiej i widok na Czerwone Wierchy

Hala Miętusia – tatrzańska hala pasterska znajdująca się w Dolinie Miętusiej, a także w Dolinie Kościeliskiej w Tatrach Zachodnich. Nazwa hali pochodzi od sołtysów Miętusów z Cichego, którzy pod koniec XVI wieku od króla Zygmunta III Wazy otrzymali pastwiska na niej. Do Hali Miętusiej zalicza się takie polany, jak: Wyżnia Miętusia Rówień, Niżnia Miętusia Rówień i Miętusia Polana (na Przysłopie Miętusim), Jaworzynka Miętusia (11.3 ha), Zahradziska (10,8 ha), ale także Wyżnia Kira Miętusia i Niżnia Kira Miętusia, leżące już w Kirach, poniżej wylotu Doliny Kościeliskiej (razem 10,8 ha). Te dwie ostatnie polany później wyłączono do oddzielnej hali zwanej Kirą Miętusią. Powierzchnia całej hali (wraz z Kirą Miętusią) stanowiła 344,24 ha, ale tylko część stanowiły pastwiska, większość to halizny, las, kosodrzewina i nieużytki, na których głównie odbywał się wypas, polany bowiem były koszone. Dodatkowa powierzchnia służebności (tzw. serwituty) w lasach stanowiła 178,66 ha. W 1963 r. wypasano na hali łącznie 430 owiec. Wypasano aż po Wielką Świstówkę, wkraczając w Małą Świstówkę i Kobylarzowy Żleb. Nazwa jednego ze żlebów (Wołowy Żleb) wskazuje, że wypasano w nim woły. Wypas owiec i bydła w tych miejscach o bardzo dużej wartości przyrodniczej (rosną tutaj rzadkie gatunki roślin alpejskich) był bardzo szkodliwy – powodował erozję stromych stoków i niszczenie roślinności alpejskiej.
Nazwa Hala Miętusia staje się już nazwą historyczną, gdyż na większości jej obszaru i polan zniesiono już wypasanie owiec i bydła. Jeśli nie podejmie się przeciwdziałań, polany te niewątpliwie po jakiś czasie zarosną lasem, w dużej części już to nastąpiło. Utrzymano jeszcze tzw. kulturowy wypas owiec na Zahradziskach i Wyżniej Miętusiej Kirze.

## Szlaki turystyczne
– znakowano czarno Ścieżka nad Reglami z Kuźnic przez Czerwoną Przełęcz, Polanę Strążyską i Polanę Małołącką na Przysłop Miętusi, stąd dalej do Doliny Kościeliskiej i Chochołowskiej.
- Czas przejścia z Polany Małołąckiej na Przysłop Miętusi: 15 min w obie strony
- Czas przejścia z przełęczy do Doliny Kościeliskiej: 40 min, ↑ 50 min

 – niebieska ścieżka od wylotu Doliny Małej Łąki przez Przysłop Miętusi, Kobylarzowy Żleb i Czerwony Grzbiet na Małołączniak (tzw. hawiarska droga).
- Czas przejścia z Gronika na Przysłop Miętusi: 1 h, ↓ 45 min
- Czas przejścia z przełęczy na Małołączniak: 3 h, ↓ 2:15 h

 – czerwony szlak z Nędzówki przez Staników Żleb, Jaworzynkę Miętusią i Wyżnie Stanikowe Siodło. Czas przejścia: 1:30 h, z powrotem 1:10 h
 – zielony szlak z Kir przez Wyżnią Miętusią Kirę dalej dnem Doliny Kościeliskiej do schroniska na Hali Ornak. Czas przejścia: 1:40 h, ↓ 1:35 h